# انریکیو (باراهونا)
انریکیو (به لاتین: Enriquillo) یک منطقهٔ مسکونی در جمهوری دومینیکن است که در استان بارائونا واقع شده‌است. انریکیو ۳۵۴٫۱ کیلومتر مربع مساحت و ۱۰٬۲۵۴ نفر جمعیت دارد.